# Mazières-sur-Béronne
Mazières-sur-Béronne ist eine Commune déléguée in der französischen Gemeinde Melle mit 381 Einwohnern (Stand: 1. Januar 2022) im französischen Département Deux-Sèvres in der Region Nouvelle-Aquitaine (vor 2016 Poitou-Charentes). Die Einwohner werden Maisonnaysiens genannt.
Die Gemeinde Mazières-sur-Béronne wurde am 1. Januar 2019 mit Melle, Paizay-le-Tort, Saint-Léger-de-la-Martinière und Saint-Martin-lès-Melle zur Commune nouvelle Melle zusammengeschlossen. Sie hat seither den Status einer Commune déléguée. Die Gemeinde Mazières-sur-Béronne gehörte zum Kanton Melle im Arrondissement Niort.

## Geographie
Mazières-sur-Béronne liegt etwa 25 Kilometer südöstlich von Niort. Umgeben wurde die Gemeinde Mazières-sur-Béronne von den Nachbargemeinden Saint-Romans-lès-Melle im Norden und Nordwesten, Saint-Martin-lès-Melle im Norden und Nordosten, Saint-Génard im Osten und Nordosten, Paizay-le-Tort im Osten und Südosten, Brioux-sur-Boutonne im Süden und Südwesten sowie Périgné im Westen und Südwesten.

## Bevölkerungsentwicklung
| Jahr                      | 1962 | 1968 | 1975 | 1982 | 1990 | 1999 | 2006 | 2013 |
| ------------------------- | ---- | ---- | ---- | ---- | ---- | ---- | ---- | ---- |
| Einwohner                 | 430  | 369  | 343  | 328  | 356  | 336  | 362  | 392  |
| Quelle: Cassini und INSEE |      |      |      |      |      |      |      |      |

## Sehenswürdigkeiten
- Kirche Notre-Dame